# Joachim Fritsche
Joachim Fritsche (Delitzsch, 28 oktober 1951) is een voormalig voetballer uit Oost-Duitsland, die speelde als verdediger. Hij kwam een groot deel van zijn loopbaan uit voor Lokomotive Leipzig.

## Interlandcarrière
Fritsche kwam in totaal 14 keer (nul doelpunten) uit voor de nationale ploeg van Oost-Duitsland in de periode 1973–1977. Onder leiding van bondscoach Georg Buschner maakte hij zijn debuut op 26 september 1973 in de WK-kwalificatiewedstrijd tegen Roemenië (2-0) in Leipzig. Fritsche maakte deel uit van de Oost-Duitse ploeg, die deelnam aan het WK voetbal 1974 in buurland West-Duitsland.

## Erelijst
Lokomotive Leipzig
- Oost-Duitse beker

1976, 1981